# Thai League 2
Giải hạng hai bóng đá Thái Lan, được biết đến phổ biến với tên gọi T2 và trước đây được gọi là Giải bóng đá hạng Nhất Thái Lan, là giải đấu chuyên nghiệp hạng hai trong hệ thống giải bóng đá Thái Lan. Các đội xếp hạng đầu sẽ được thăng hạng lên Thai League 1 vào cuối mùa, trong khi 4 đội cuối sẽ bị xuống hạng xuống Thai League 3.

## Lịch sử

### Danh hiệu các mùa giải
| Năm     | Vô Địch              | Á quân           | Người chiến thắng trong trận play-off |
| ------- | -------------------- | ---------------- | ------------------------------------- |
| 2020–21 | Nongbua Pitchaya     | Chiangmai United | Khon Kaen United                      |
| 2021–22 | Lamphun Warriors     | Sukhothai        | Lampang                               |
| 2022–23 | Nakhon Pathom United | Trat             | Uthai Thani                           |
| 2023–24 | Nakhon Ratchasima    | Nongbua Pitchaya | Rayong                                |
| 2024–25 | Chonburi             | Ayutthaya United | Kanchanaburi Power                    |